# Municipio de Liberty (condado de Barton)
El municipio de Liberty (en inglés: Liberty Township) es un municipio ubicado en el condado de Barton en el estado estadounidense de Kansas. En el año 2010 tenía una población de 262 habitantes y una densidad poblacional de 2,98 personas por km².

## Geografía
El municipio de Liberty se encuentra ubicado en las coordenadas 38°17′7″N 98°53′31″O / 38.28528, -98.89194. Según la Oficina del Censo de los Estados Unidos, el municipio tiene una superficie total de 88.01 km², de la cual 87,83 km² corresponden a tierra firme y (0,21 %) 0,19 km² es agua.

## Demografía
Según el censo de 2010, había 262 personas residiendo en el municipio de Liberty. La densidad de población era de 2,98 hab./km². De los 262 habitantes, el municipio de Liberty estaba compuesto por el 92,75 % blancos, el 1,15 % eran afroamericanos, el 0,38 % eran asiáticos, el 4,96 % eran de otras razas y el 0,76 % eran de una mezcla de razas. Del total de la población el 8,4 % eran hispanos o latinos de cualquier raza.